# Guntardo
Guntardo, in latino Guntardus (fl. IX secolo), fu abate di San Quintino.

## Origine
Della sua origine non si hanno informazioni

## Biografia
Della sua figura si hanno scarse notizie, anche se è noto che fu abate di San Quintino, dopo Fulrado.
Il re dei Franchi occidentali, Carlo il Calvo, nell'844, attaccò la contea di Tolosa e fu posto l'assedio alla città di Tolosa, durante il quale Bernardo di Settimania fu catturato. Pipino II d'Aquitania ed i Normanni, suoi alleati, arrivarono a Tolosa, la saccheggiarono ma non riuscirono a liberare Bernardo.
Guntardo era tra coloro che si erano schierati col re dei Franchi occidentali, Carlo il Calvo prese parte all'assedio di Tolosa, dove, secondo gli Annales Bertiniani, Ugo, lo zio di Carlo il Calvo che era abate di San Quintino e di San Bertin trovò la morte, mentre sempre, secondo gli Annales Bertiniani, Guntardo, durante i combattimenti, fu fatto prigioniero dagli Aquitani.
Di Guntardo non si hanno altre notizie, nemmeno la data della morte.

## Discendenza
Di Guntardo non si conosce il nome di un'eventuale moglie, né si ha notizia di alcuna discendenza.

### Fonti primarie
- (LA)  Les Annales de Saint-Bertin el de Saint Vaast.

### Letteratura storiografica
- Gerhard Seeliger, Conquiste e incoronazione a imperatore di Carlomagno, in Storia del mondo medievale, Cambridge, Cambridge University Press, 1999,  pp. 358-396.
- René Poupardin, Ludovico il Pio, in Storia del mondo medievale, Cambridge, Cambridge University Press, 1999,  pp. 558–582.